# جرج سیگال
جرج سیگال (انگلیسی: George Segal؛ زادهٔ ۱۳ فوریهٔ ۱۹۳۴ – درگذشتهٔ ۲۳ مارس ۲۰۲۱) هنرپیشه اهل ایالات متحده آمریکا بود.
او در ۲۳ مارس ۲۰۲۱ بر اثر عوارض عمل جراحی قلب درگذشت.

## بخشی از فیلم‌شناسی
- خرسی به نام آرتور
- ۲۰۱۲
- چه کسی از ویرجینیا وولف می‌ترسد؟
- عشق و دیگر داروها
- لاس زدن با فاجعه
- لمسی از عزت
- پسر کابلی
- ببین دیگه کی داره حرف می‌زنه
- ببین حالا کی حرف می‌زنه
- زاده برای پیروزی
- ارتفاعات
- رونوشت کاربنی
- الماس داغ
- پرستار بچه
- این مهمونی منه
- دوشس و روباه درت واتر
- جغد و گربه ملوس
- گرفتن گرما